# 小指吉拉德食蚊魚
小指吉拉德食蚊魚，為輻鰭魚綱鯉齒目鯉齒亞目花鳉科的其中一種，分布於中美洲古巴的淡水流域，體長可達3.3公分，棲息在海拔較高、溶氧量高、流動快速的溪流，屬雜食性，以藻類、矽藻、昆蟲幼蟲等為食。

## 擴展閱讀
維基物種上的相關：小指吉拉德食蚊魚